# Saint-Sauveur-en-Rue
Saint-Sauveur-en-Rue là một xã trong tỉnh Loire miền trung nước Pháp.